# دیسترویر کلاس چکال
دیسترویر کلاس چکال (به انگلیسی: Chacal-class destroyer) یک کلاس از کشتی است که طول آن ۱۲۷ متر (۴۱۶ فوت ۸ اینچ) می‌باشد.